# Zsolt Hauber
Pour les articles homonymes, voir Hauber.
Zsolt Hauber (né à Kecskemét le 11 décembre 1968) est un musicien et producteur de musique électronique hongrois. Ses chansons ont été utilisées pour de la publicité et pour des programmes télévisés.

## Biographie
Il étudie le piano 7 ans et passe son enfance à Budapest, à Szolnok et à Moscou.
À l'âge de 14 ans, il fait partie du groupe Bonanza Banzai avec Ákos Kovács et Gábor Menczel et il a participé à d'autres projets musicaux comme Fresh.